# La Fille de l'aubergiste

La Fille de l'aubergiste (The Caretaker's Daughter) est un film américain de Leo McCarey sorti en 1925.

## Fiche technique
- Titre : La Fille de l'aubergiste
- Titre original : The Caretaker's Daughter
- Réalisation : Leo McCarey
- Scénario : H. M. Walker
- Image : Glen Carrier
- Montage : Richard C. Currier
- Supervision : F. Richard Jones
- Producteur : Hal Roach
- Société de production : Hal Roach Studios
- Société de distribution : Pathé Exchange
- Pays d'origine :  États-Unis
- Langue : Anglais
- Genre : Comédie
- Format : 1.33 : 1, 35 mm, noir et blanc
- Son : Muet
- Durée : 20 minutes
- Date de sortie : 11 octobre 1925

## Distribution
- Charley Chase : le jeune homme marié
- Katherine Grant : la jeune mariée
- George Siegmann : le tireur - l'acheteur de voiture
- William J. Kelly : la patron du jeune marié
- Symona Boniface : la femme du tireur
- James Parrott : le gardien
- James Finlayson : le détective sous la prohibition